# Diavoli e farfalle
Diavoli e farfalle è il nono album del cantautore italiano Massimo Bubola, pubblicato nel 1999.

## Descrizione
Le canzoni sono tutte scritte da Bubola, tranne E una tirata d'orecchio, cover in italiano di And a Bang on the Ear di Mike Scott, tradotta dal cantautore veronese.
L'album è stato registrato al Level's Studio di Conegliano Veneto da maggio 1998 a luglio 1999; i tecnici del suono sono Michele Minniti e Simone Chivilò, che effettua anche il mixaggio con Bubola.
In copertina vi è una fotografia di Aurelio Cau, che raffigura Bubola con una chitarra.
Tra le canzoni è da ricordare Tina, dedicata a Tina Modotti, e Capelli rossi, ispirata ad un fatto di cronaca, la violenza e la morte di una giovane moglie (il testo racconta la vicenda dal punto di vista del marito vedovo).

## Tracce
1. Ballata dei luminosi giorni – 6:49
2. Emmylou – 5:57
3. Capelli rossi – 5:08
4. E una tirata d'orecchio – 5:26
5. Innocente – 6:24
6. Mister Vertigo – 5:37
7. Il patto con il diavolo – 4:33
8. Tina – 4:29
9. Il blues di Re Teodorico – 4:18
10. Lettere mai spedite – 5:02
11. L'albero di Giuda – 5:23
12. Malinconie nascoste – 4:54
13. Se questo è un uomo – 5:42

Durata totale: 69:42

## Formazione
- Massimo Bubola – voce, chitarra acustica, armonica a bocca, chitarra elettrica
- Giovanni Boscariol – organo Hammond, oboe, pianoforte
- Joe Damiani – batteria, percussioni
- Piero Trevisan – basso
- Roberto Ortolan – chitarra elettrica, cori, voce in Il patto con il diavolo, chitarra acustica in Tina
- Simone Chivilò: chitarra elettrica, bouzouki, chitarra 12 corde, lap steel guitar, chitarra classica, slide guitar, mandolino
- Michele Bonivento – pianoforte, organo Hammond
- Moreno Marchesin – batteria in Ballata dei luminosi giorni ed Emmylou
- Claudio Mazzer – percussioni, flauto, congas
- Elizabeth Geel – seconda voce in Ballata dei luminosi giorni, cori
- Cristina Sartori – cori in Il blues di Re Teodorico e L'albero di Giuda.